# カルロ・キティ
カルロ・キティ（Carlo Chiti 、1924年12月19日 - 1994年7月7日）は、イタリアのレーシングカーおよびエンジン設計者。アルファロメオのレース部門と長くかかわったことで知られる。

## 経歴

### フェラーリ時代
ピストイア出身。1953年にイタリアのピサ大学で航空工学の学位を取得した。アルファロメオに入社し、1950年代末にアルファロメオのレース部門が閉鎖された後はフェラーリに移籍した。フェラーリでは156F1（通称：シャークノーズ）の設計にかかわり、その車でフィル・ヒルが1961年のF1ドライバーズチャンピオンとなった。

### アウトデルタ時代
その後、フェラーリに不満を抱き離脱した人材で結成されたATSに参加したが、プロジェクトは長くは続かなかった。キティは1963年の新しいプロジェクト、アウトデルタでレース界に再び足を踏み入れることとなった。ここでアルファロメオとの旧交を再び深め、Tipo 33(en)のためにV8、そしてフラット12気筒エンジンを設計した。これらは成功し1975年にメイクスチャンピオンを得た。

### ブラバム・アルファロメオ時代

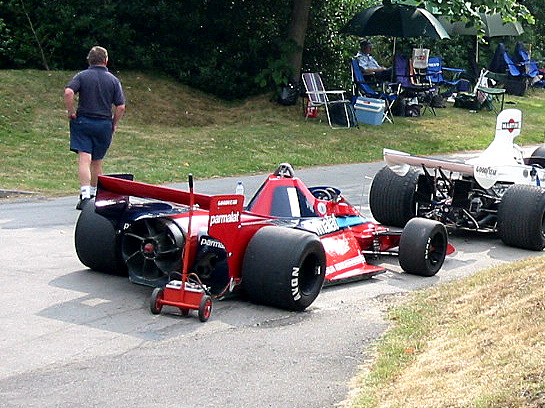
ブラバムBT46B（1978年）

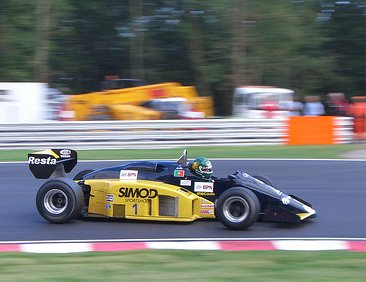
ミナルディM185（1985年）

また、キティのエンジンを使用することをアルファロメオと合意したブラバムにおいて，再びフォーミュラ1に関わることになる。1978年のシーズンではアルファロメオのエンジンを積んだBT46が2勝を挙げている。
ブラバムのデザイナー、ゴードン・マレーはグラウンド・エフェクトを引き出すためにV12エンジンを開発するようキティを説得した。1979年のシーズンとその後のキティの説得により、アウトデルタはアルファロメオの替わりにフォーミュラ1車両を開発する許可を得た。これにより、シーズン終了前にブラバムとのパートナーシップは終わりを迎えた。アルファロメオのフォーミュラ1プロジェクトは成功を見なかった。

### モトーリ・モデルニ時代
1984年にはキティは新たな会社モトーリ・モデルニの設立のためにアウトデルタを去り、フォーミュラ1用のエンジンの製造に集中することとなった。当初はV6ターボエンジンを製造し、1985年から参戦したイタリアのチームのミナルディが使用した。
フォーミュラ1にはミナルディとともに1987年まで参戦し、その後はグループC(C2)マシンに搭載され、世界スポーツプロトタイプカー耐久選手権（WSPC）に参戦した。
フォーミュラ1でターボの使用が禁止されるとあらたにフラット12気筒3.5lエンジンを設計した。このエンジンは1990年シーズンにスバルのバッジをつけられコローニによって使用されたが、重量がかさみまったくの失敗であった。その結果コローニはこのエンジンの使用をシーズン途中で止め、コスワースに変更された。

### 死去とその後
キティはその後もエンジニアとして活躍し、複数のプロジェクトに参画したほか執筆活動も行ったが、1994年に亡くなった。
キティの死後5年が経った1999年、スウェーデンのスーパーカーメーカーであるケーニグセグが、キティが残したF1向け4.0L水平対向12気筒エンジンの青図と工作機械、及びパテントをキティの遺族より買い取り、このエンジンを組み立てて自社のスーパーカーであるケーニグセグ・CCのスペシャルバージョン「B12S」に搭載した。これがキティが設計したエンジンが搭載された最後の車両となった。